# Tournoi de clôture du championnat de Bolivie de football 2014
Navigation
Tournoi précédent Tournoi suivant
Le tournoi de clôture de la saison 2014 du Championnat de Bolivie de football est le second tournoi semestriel de la quarantième édition du championnat de première division en Bolivie. Les douze équipes sont regroupées au sein d'une poule unique où elles s'affrontent deux fois, à domicile et à l'extérieur.
C'est le club d'Universitario de Sucre qui remporte le tournoi Clôture après avoir terminé en tête du classement final, avec un seul point d'avance sur le Club Deportivo San José et deux sur le tenant du titre, The Strongest La Paz. Il s'agit du deuxième titre de champion de Bolivie de l'histoire du club.

## Qualifications continentales
Les trois premiers du classement final se qualifient pour la Copa Libertadores 2015 tandis que les quatre formations suivantes (de la 4e à la 7e place) joueront la Copa Sudamericana 2015.

## Les clubs participants
| - Nacional Potosi - Club Aurora - Oriente Petrolero - Club Bolívar - Club Blooming - Universitario de Sucre | - Club Deportivo San José - Real Potosi - Club Deportivo Jorge Wilstermann - The Strongest La Paz - Club Deportivo Guabirá - Sport Boys Warnes |

## Compétition
Le barème utilisé pour établir l'ensemble des classements est le suivant :
- Victoire : 3 points
- Match nul : 1 point
- Défaite : 0 point

### Classement
| Rang | Équipe                           | Pts | J  | G  | N | P  | Bp | Bc | Diff |
| ---- | -------------------------------- | --- | -- | -- | - | -- | -- | -- | ---- |
| 1    | Universitario de Sucre           | 42  | 22 | 12 | 6 | 4  | 38 | 28 | +10  |
| 2    | Club Deportivo San José          | 41  | 22 | 13 | 2 | 7  | 51 | 30 | +21  |
| 3    | The Strongest La PazT            | 40  | 22 | 12 | 4 | 6  | 40 | 32 | +8   |
| 4    | Real Potosí                      | 39  | 22 | 11 | 6 | 5  | 38 | 24 | +14  |
| 5    | Club Bolívar                     | 33  | 22 | 10 | 3 | 9  | 38 | 32 | +6   |
| 6    | Club Aurora                      | 32  | 22 | 9  | 5 | 8  | 33 | 29 | +4   |
| 7    | Oriente Petrolero                | 31  | 22 | 9  | 4 | 9  | 30 | 32 | -2   |
| 8    | Club Deportivo Jorge Wilstermann | 27  | 22 | 7  | 6 | 9  | 25 | 32 | -7   |
| 9    | Sport Boys Warnes                | 27  | 22 | 7  | 6 | 9  | 25 | 32 | -7   |
| 10   | Club Deportivo Guabirá           | 22  | 22 | 6  | 4 | 12 | 25 | 41 | -16  |
| 11   | Nacional Potosí                  | 20  | 22 | 6  | 2 | 14 | 26 | 39 | -13  |
| 12   | Club Blooming                    | 18  | 22 | 6  | 0 | 16 | 32 | 50 | -18  |

|  | Qualification pour la Copa Libertadores 2015 |
|  | Qualification pour la Copa Sudamericana 2015 |
|  | T : Tenant du titre                          |

### Matchs
| Résultats (▼dom., ►ext.)         | AUR | BLO | BOL | GUA | WIL | NAC | OPE | RPO | SJO | SBW | STR | UNI |
| Club Aurora                      |     | 3-2 | 3-1 | 4-0 | 2-0 | 1-0 | 0-0 | 2-1 | 2-1 | 3-0 | 1-2 | 0-0 |
| Club Blooming                    | 1-2 |     | 0-1 | 1-0 | 2-0 | 3-0 | 2-3 | 2-0 | 2-1 | 1-3 | 1-2 | 5-0 |
| Club Bolívar                     | 3-0 | 6-0 |     | 2-0 | 2-1 | 2-1 | 2-0 | 1-3 | 0-1 | 5-0 | 0-1 | 4-3 |
| Club Deportivo Guabirá           | 1-1 | 3-0 | 2-1 |     | 1-1 | 2-0 | 2-3 | 0-1 | 3-4 | 2-0 | 3-2 | 2-0 |
| Club Deportivo Jorge Wilstermann | 2-1 | 4-2 | 1-2 | 2-0 |     | 3-1 | 2-2 | 0-2 | 0-0 | 1-0 | 0-0 | 1-1 |
| Nacional Potosí                  | 3-2 | 3-0 | 1-1 | 1-0 | 2-3 |     | 3-1 | 2-2 | 1-4 | 2-3 | 3-1 | 0-1 |
| Oriente Petrolero                | 1-0 | 4-3 | 4-0 | 2-2 | 0-0 | 1-0 |     | 1-3 | 1-2 | 1-0 | 2-0 | 0-1 |
| Real Potosí                      | 3-3 | 2-0 | 2-0 | 1-1 | 4-2 | 2-0 | 3-0 |     | 1-2 | 1-0 | 1-0 | 2-2 |
| Club Deportivo San José          | 2-1 | 3-1 | 3-3 | 7-0 | 0-1 | 1-2 | 2-0 | 1-1 |     | 4-0 | 7-2 | 4-3 |
| Sport Boys Warnes                | 1-1 | 4-1 | 0-0 | 2-0 | 2-0 | 3-1 | 1-3 | 2-2 | 1-0 |     | 0-1 | 1-1 |
| The Strongest La Paz             | 4-1 | 2-1 | 3-3 | 5-1 | 3-1 | 1-0 | 2-0 | 2-1 | 3-1 | 1-1 |     | 2-2 |
| Universitario de Sucre           | 1-0 | 4-2 | 3-1 | 1-0 | 3-0 | 2-0 | 2-1 | 1-0 | 4-1 | 1-1 | 2-1 |     |

## Relégation
Un classement cumulé des performances sur les quatre derniers tournois (saisons 2012-2013 et 2013-2014) permet de déterminer les clubs relégués. Le dernier de ce classement est directement relégué en deuxième division tandis que le 11e doit disputer un barrage de promotion-relégation face aux 2e de Copa Simon Bolivar.
| Rang | Équipe                           | Pts    | J  | G | N | P | Bp | Bc | Diff |
| ---- | -------------------------------- | ------ | -- | - | - | - | -- | -- | ---- |
| 1    | The Strongest La Paz             | 1,8636 | 88 |   |   |   |    |    |      |
| 2    | Club Bolívar                     | 1,8523 | 88 |   |   |   |    |    |      |
| 3    | Club Deportivo San José          | 1,8409 | 88 |   |   |   |    |    |      |
| 4    | Oriente Petrolero                | 1,5682 | 88 |   |   |   |    |    |      |
| 5    | Universitario de Sucre           | 1,4886 | 88 |   |   |   |    |    |      |
| 6    | Real Potosi                      | 1,4773 | 88 |   |   |   |    |    |      |
| 7    | Club Deportivo Jorge Wilstermann | 1,3523 | 88 |   |   |   |    |    |      |
| 8    | Club Blooming                    | 1,1477 | 88 |   |   |   |    |    |      |
| 9    | Sport Boys Warnes                | 1,1364 | 44 |   |   |   |    |    |      |
| 10   | Nacional Potosi                  | 1,125  | 88 |   |   |   |    |    |      |
| 11   | Club Aurora                      | 1,0455 | 88 |   |   |   |    |    |      |
| 12   | Club Deportivo Guabirá           | 1,0227 | 88 |   |   |   |    |    |      |

### Barrage de promotion-relégation
Le barrage se dispute en deux matchs gagnants, avec un match d'appui éventuel.
| Équipe 1    | Résultat | Équipe 2            | Aller | Retour | Appui         |
| ----------- | -------- | ------------------- | ----- | ------ | ------------- |
| Club Aurora | 1 - 2    | (D2) Club Petrolero | 1 - 1 | 1 - 1  | 1 - 1 3-4 tab |

## Bilan de la saison
| Championnat de Bolivie de football 2014 |                                   |
| Champion                                | Universitario de Sucre (2e titre) |
| Qualifications continentales            |                                   |
| Copa Libertadores 2015                  | Universitario de Sucre            |
| Copa Libertadores 2015                  | Club Deportivo San José           |
| Copa Libertadores 2015                  | The Strongest La Paz              |
| Copa Sudamericana 2015                  | Real Potosí                       |
| Copa Sudamericana 2015                  | Club Bolívar                      |
| Copa Sudamericana 2015                  | Club Aurora                       |
| Copa Sudamericana 2015                  | Oriente Petrolero                 |
| Promotions et relégations               |                                   |
| Promus en Primera A                     | Universitario de Pando            |
| Promus en Primera A                     | Club Petrolero                    |
| Relégués en Torneo Simon Bolívar        | Club Deportivo Guabirá            |
| Relégués en Torneo Simon Bolívar        | Club Aurora                       |